# Narziß Ach

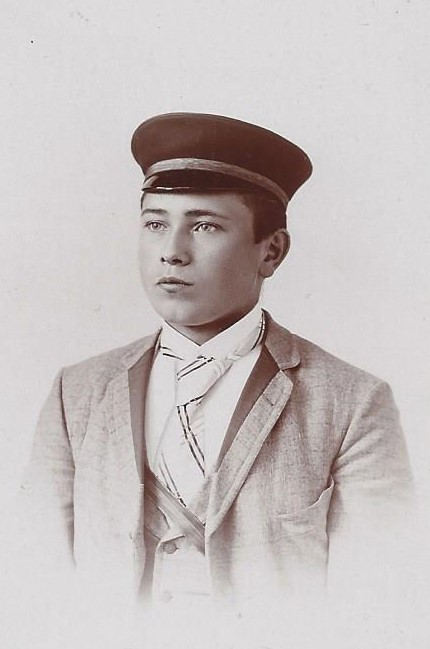
Narziß Ach (1892)

Narziß Kaspar Ach (* 29. Oktober 1871 in Ermershausen, Unterfranken; † 25. Juli 1946 in München) war ein deutscher Arzt und Psychologe. Als Hochschullehrer wirkte er in Königsberg i. Pr. und Göttingen.

## Leben
Narziß Ach wurde als Kind von Margarete Burger, Frau des praktischen Arztes Josef Michael Ach, geboren. Von 1890 bis 1895 und 1898/99 studierte er Medizin und Philosophie an der Julius-Maximilians-Universität Würzburg. Als dritter seiner Familie wurde er 1891 Mitglied des Corps Moenania Würzburg. Im Juli 1895 wurde er zum Dr. med. promoviert.
Nachdem er 1895/96 als Schiffsarzt zur See gefahren war, ging er an die psychiatrische Klinik der Ruprecht-Karls-Universität Heidelberg. Er arbeitete im psychologischen Laboratorium bei Emil Kraepelin. 1897 unternahm er eine Reise nach Nordamerika zur Untersuchung der Seekrankheit. Darauf folgte eine Tätigkeit am pharmakologischen Institut der Kaiser-Wilhelms-Universität Straßburg. Am 22. November 1899 promovierte er bei Oswald Külpe am Psychologischen Institut in Würzburg auch zum Dr. phil. Dort blieb er bis 1901. 
Zunächst als Assistent am Philosophischen Seminar der Georg-August-Universität Göttingen angestellt, habilitierte er sich am 31. Juli 1902 für Philosophie. Im November 1904 wechselte er noch als Privatdozent an die Philipps-Universität Marburg. Am 6. September 1906 wurde er als Titularprofessor an die Friedrich-Wilhelms-Universität Berlin berufen. Am 13. Oktober desselben Jahres verzichtete er auf die venia legendi und wurde Assistent am Psychologischen Institut. Die Albertus-Universität Königsberg berief ihn 1907 als o. Professor für Philosophie und Direktor des Philosophischen Seminars. 1922 kehrte er als o. Professor für Philosophie und Psychologie und Direktor des Philosophischen Seminars nach Göttingen zurück. Ach wurde am 1. April 1937 emeritiert.
Ach heiratete 1911 Marie Mez, die Enkeltochter des Schriftstellers Wilhelm Jensen. Gemeinsam hatten sie 6 Kinder. Er starb im 75. Lebensjahr.
Von 1929 bis 1936 saß Ach im Vorstand der Deutschen Gesellschaft für Psychologie. 1938 wurde er zum Mitglied der Deutschen Akademie der Naturforscher Leopoldina gewählt.
Seit 1930 war er Mitglied im Vorstand des Verbandes der Deutschen Praktischen Psychologen. Er unterzeichnete das Bekenntnis der Professoren an den deutschen Universitäten und Hochschulen zu Adolf Hitler im November 1933. Eine pathetische Huldigung Adolf Hitlers und seiner Ideen war sein Vortrag Die Determination und ihre Bedeutung für das Führerproblem, den er 1933 auf dem 13. Kongress der Deutschen Gesellschaft für Psychologie in Leipzig hielt.

## Forschung
Ach war ein Schüler von Oswald Külpe. Er entstammte der Würzburger Schule der Denkpsychologie und entwickelte die Methode der Selbstbeobachtung weiter zur „Systematischen experimentellen Selbstbeobachtung“, da er in den damals durchgeführten Versuchen über Willen und Denken zwei Probleme sah: 
(1) Aus einzelnen Reaktionen und Selbstbeobachtungen ergibt sich nie ein vollständiges, zuverlässiges und unbefangenes Bild der wirklich vorhandenen Bewusstseinsinhalte. 
(2) Das Richten der Aufmerksamkeit auf bestimmte Denkvorgänge ist mit der Darstellung der Erlebnisse konfundiert. 
Achs Methode der „Systematischen experimentellen Selbstbeobachtung“ sollte einen Ausweg aus diesen Problemen bieten. Mit der Methode sollten durch äußere experimentelle Hilfsmittel veranlasste Erlebnisse der Versuchsperson in der unmittelbar folgenden Zeit einer vollständigen Beschreibung und Analyse unterworfen werden. Damit sollte die subjektive Methode der Selbstbeobachtung objektiviert werden. Die Versuchsanordnung bestand in einer Vorgabe sinnloser Silben mit einer aufwendigen technischen Apparatur. Die Versuchsdurchführung gliederte sich in drei Phasen: Vorperiode (Signal), Hauptperiode (experimentell zu untersuchendes Erlebnis) und die Nachperiode (Befragung durch den Versuchsleiter). Für die Analyse wurden die Beobachtungen verwertet, welche bei verschiedenen Versuchspersonen übereinstimmend gefunden wurden. Die Einführung eines Versuchsleiters bei der Introspektion ist neu und charakteristisch für die Würzburger Schule.

## Wirkung
Ach wird heute als grundlegend für die moderne experimentelle Willensforschung anerkannt. Er entwickelte ein „kombiniertes Verfahren“ zur Untersuchung der Willenskraft. Als Widerstände dienen bei dieser Willensmethode künstlich gestiftete Assoziationen zwischen sinnlosen Silben. Die Stärke der Assoziationen war von der Zahl der Wiederholungen abhängig. Sie konnte deswegen beliebig variiert werden, so dass die Forscher in der Lage waren, beliebig starke Widerstände zu setzen. Je stärker die Widerstände sind, desto stärker muss auch die Willenskonzentration zur Überwindung dieser Widerstände sein. So konnte Ach auf indirekte Weise den Willensakt in jeder beliebigen Abstufung hervorrufen. 
Ende der 1980er Jahre wurden Achs Arbeiten zitiert in Julius Kuhls Motivation, Konflikt und Handlungskontrolle und in Heckhausens und Gollwitzers Rubikonmodell der Handlungsphasen (Heckhausen & Gollwitzer, 1987; Gollwitzer, 1993). Die Differenzierung zwischen Handlungsphasen war eine zentrale Idee in Achs Monographie Über den Willensakt und das Temperament. Ach formulierte weiter das Gesetz der speziellen Determination, das besagt, dass Gewolltes rascher und sicherer umgesetzt wird, wenn der Vorsatz spezieller ist. Dieses Gesetz ist bestätigt in modernen Forschungen an „Implementations-Vorsätzen“ (Gollwitzer & Sheeran, 2006).
Ach formulierte weiter das „Gesetz der Schwierigkeit“, das besagt, dass Willensprozesse wichtiger werden, wenn die Handlung schwieriger wird. Dieses Gesetz wird heutzutage erforscht als die Konfliktmonitoring-Hypothese (Botvinick, Braver, Barch, Carter & Cohen, 2001) in der Kognitionspsychologie.

## Schriften
- Über die Willenstätigkeit und das Denken. Vandenhoeck & Ruprecht, Göttingen 1905.

- Über den Willensakt und das Experiment. Quelle & Meyer, Leipzig 1910.
- Über die Begriffsbildung. Buchner, Bamberg 1921 (Nachdruck: Wissenschaftliche Buchgesellschaft, Darmstadt 1971, ISBN 3-534-05623-X).
- (mit Ernst Kühle u. Ernst Passarge): Beiträge zur Lehre von der Perseveration (= Zeitschrift für Psychologie, Ergänzungsband 12). Barth, Leipzig 1926.
- Analyse des Willens (= Handbuch der biologischen Arbeitsmethoden, Abt. 6, Teil E). Urban & Schwarzenberg, Berlin 1935.